# Бадавия
Бадави́я (араб. الطريقة البدوية‎) или Ахмади́я (араб. الطريقة الأحمدية‎) — один из суфийских тарикатов (религиозных братств), названный в честь основателя — Ахмада аль-Бадави (ум. в 675/1276). Орден бадавитов является одним из самых влиятельных (после Шазилия) тарикатов Египта и играет важную роль в египетском обществе. Однако за пределами Египта орден особого распространения не получил. Свою цепь преемственности (силсила) бадавиты, как и большинство суфийских тарикатов, ведут от праведного халифа Али ибн Абу Талиба.
Дервиши тариката носят хирки красного цвета, красная повязка присутствует также на колпаках суфиев-бадавитов. Вначале становления тариката практиковались тихие зикры (поминания), однако позже их место заняли более громкие зикры. Суфии произносили их стоя или сидя и входили в состояние религиозного транса.
Большую лепту в становление тариката, после самого Ахмада аль-Бадави, внёс Абдулал (ум. в 733/1332).
Самое большое событие, празднуемое бадавитами — день рождения Ахмада аль-Бадави — проводится в последнюю неделю месяца Зульхиджа по мусульманскому календарю.
Наиболее известные ответвления бадавитского тариката: инбаиты, мунавиты, сутухиты и байюмиты.